# Enokijanska magija
Enokijanska magija je sustav ceremonijalne magije koji se zasniva na evokaciji različitih duhova i entiteta. Sustav je u 16. stoljeću osmislio engleski matematičar i astrolog dr. John Dee (1527. – 1608.) uz asistenciju engleskog alkemičara i medija Edwarda Kelleyja (1555. – 1597.).
Koncept je zasnovan po uzoru na teurgiju, odnosno komunikaciju s anđelima, koji su Deeju i Kelleyju navodno predali enokijanski alfabet i ploču korespodencije. Enokijanski tekstovi imaju sličnosti s raznim grimorijima kao i s Knjigom proroka Henoka.

## Povijest enokijanskog magičnog sustava
Engleski okultist John Dee i medij Edward Kelley obavili su između 1582. i 1589. godine niz invokacija na temelju kojih su postavili osnove enokijanskog magijskog sustava. Prema njihovim tvrdnjama, uspostavili su komunikaciju s istim onim anđelima s kojima je komunicirao biblijski prorok Henok, koji su im, tobože, otkrili mnoge magijske tajne, uključujući način na koji prizvati anđele planeta izvijezda, kako otkriti tajne stranih naroda i kako u vizijama posjetiti nebeska kraljevstva. Dr. Dee je zatražio od anđela da mu otkriju izgubljenu Henokovu knjigu, ali ono što je Kelley napisao u stanju transa, nije bio biblijski tekst koji je nanovo pronađen u 17. stoljeću. Knjiga koju su Dee i Kelley, navodno, primili od anđela dobila je naziv Knjiga Božjeg govora, a otkrivala je kako pomoću nje otvoriti vrata raja, primati otkrivenja izravno od Boga i razgovarati s anđelima na njihovom anđeoskom jeziku.
Sustav enokijanske magije su na prijelazu iz 19. u 20. stoljeće dijelom preuzeli i razradili engleski okultist Samuel L. Mathers (1854. – 1918.) i engleski okultist, astrolog i književnik Aleister Crowley (1875. – 1947.), ustanovivši sustav ceremonijalne magije na razini Adeptusa Minora unutar Hermetičkog reda Zlatne zore.

## Enokijanski alfabet
Enokijanski alfabet, poznat i kao anđeoski alfabet, osmislili su dr. Dee i Kelley. Prema vjerovanju, Kelley je gledajući u kristalnu kuglu primio od anđela razne tekstove i tablice. Naziv je dobio prema biblijskom proroku Henoku. Enokijanski alfabet nije povezan ni s jednim prijašnjim i posjeduje vlastitu sintaksu i gramatiku te je s vremenom postao klasična magijska metoda.
Svako slovo enokijanskog alfabeta odgovara planetu, elementu i tarotu, te ima numeričku vrijednost. Njegovi su tvorci smatrali taj jezik toliko jakim da su imena izgovarali unatrag kako bi spriječili pojavu nekog nepoželjnog demona, jer su vjerovali da bi samo izgovaranje njegova imena moglo izazvati materijalizaciju.